# Sárfehér
A sárfehér a szőlőfélék (Vitaceae) családjába, a bortermő szőlőkhöz (Vitis vinifera) tartozó régi magyar szőlőfajta, nevét bogyóinak színéről kapta. Szinonim neve: Zsige (A sár- jelentése itt valószínűleg a sárga színre utal, így a szó szerinti white mud angol fordítás téves). Nem keverendő össze az izsáki arany sárfehér fajtával, amely inkább homoki fajta.

## Elterjedtsége
Hagyományosan Somló, Neszmély és Szekszárd környékén termelik – ma már viszonylag kevés van belőle – de régebben, a filoxéravész előtt ennél elterjedtebb lehetett. A középkorban már fontos szőlőfajtánk volt jól ismerték például Sopronban is, amint azt egy 1230-ból fennmaradt ajándékozási szerződés bizonyítja.

## Leírása
Fürtje: Közepes, laza fürtű, bogyói közepesek, sárgásfehérek, pettyezett vékony héjúak és édesek.
Érzékenység:Rosszul termékenyül, "rugós" fajta.
Bora jó minőségű fehérbor. A somlói bor alapja volt: vegyes szüreteléssel, leginkább furmint, juhfark és sárfehér házasításával készítették a somlói bort, a fajboroknak nem volt olyan nagy szerepe, mint napjainkban. Régi feljegyzések szerint a hagyományos somlói bor eleganciáját, harmóniáját a furmint adta, savgerincét a juhfark, gazdag illatát pedig a sárfehér.
Borászati Lapok, 1888. május 12. 19. szám XX. évfolyam:
"A hazánkban termelt és termelésre ajánlható nevezetesebb európai szölöfajok ismertetése
[...]
A sárfehér vagy szagos sárfehér, alföldi fehér, Zsige és Bátai nevek alatt is ismeretes. Eredetére nézve magyar faj. Tőkéje erős, tartós, hanem a virágzás ideje alatt igen érzékeny; venyegéi vastagok, vöröses sárgák, kissé kékes árnyalattal és finoman barazdálva, meglehetősen rövid tengelyízületekkel. Levelei gömbölyűek, vastagok , 5 karélyosak és gyűröttek, fogazatuk apró, felső részük sima, halványzöld-színű sárgás erekkel, alsó részük pedig gyapjas. Fürtje középnagyságú, laza és rövidágú, bogyói sárgásfehérek egyes petyekkel, nedvdúsak, édesek és fehéresen vannak harmatolva, a vékony bogyóhéjak pedig átlátszók. Érési ideje meglehetősen korai, egykönnyen nem rothad, de tiszta fajtáblákba ültetve, virágzáskor könnyen rug. A Bálint és juhfarkúval a híres neszmélyit; a juhfark és furminttal pedig a hires somlyai bort szolgáltatja; kétségkívül hazánk legjelesebb borfajainak egyikét képezi és a mézesfehér szőlővel rokonságban áll. [...]"